# Paralaeospira striata
Paralaeospira striata är en ringmaskart som beskrevs av Quiévreux 1963. Paralaeospira striata ingår i släktet Paralaeospira och familjen Serpulidae. Inga underarter finns listade i Catalogue of Life.